# Maria Amelia Monti
Maria Amelia Monti (Milano, 30 giugno 1962) è un'attrice italiana.

## Biografia
Dopo il diploma presso l'Accademia dei Filodrammatici di Milano, diretta da Ernesto Calindri, ha debuttato come attrice teatrale e successivamente è apparsa al cinema e in televisione. La sua prima prova televisiva è stata nel film TV ...e la vita continua (1984) di Dino Risi. La popolarità è arrivata però con i programmi cabarettistici: Proffimamente non stop su Rai 1, Drive In di Antonio Ricci e  La TV delle ragazze, dove interpretava una svampita adolescente. Tra i suoi film per il grande schermo si ricordano:  Italia Village (1994) di Giancarlo Planta, e Miracolo italiano, regia di Enrico Oldoini, entrambi del 1994, Mi fai un favore (1996) di Giancarlo Scarchilli, Asini (1999), regia di Antonio Luigi Grimaldi, e 13dici a tavola (2004), regia di Enrico Oldoini.
Numerose le fiction TV a cui ha preso parte, tra cui: Amico mio (1993) e Amico mio 2 (1998), miniserie TV dirette da Paolo Poeti, la serie TV Dio vede e provvede (1996-1998), regia di Enrico Oldoini, in cui interpreta l'ingenua suor Teresa, cinque edizioni della sit-com di Canale 5, Finalmente soli, in cui è protagonista insieme a Gerry Scotti, e Finalmente Natale, film TV del 2007, regia di Rossella Izzo. Nel 2008 è stata protagonista di altri due film TV , Finalmente a casa e Finalmente una favola, entrambi diretti da Gianfrancesco Lazotti e trasmessi da Canale 5.

## Vita privata
Figlia dell'architetta Anna Maria Bertarini e nipote del pittore Cesare Monti, è sposata con Edoardo Erba e vive a Roma. La coppia ha tre figli, di cui uno adottivo, originario dell'Etiopia.
Maria Amelia Monti è buddhista.

## Filmografia

### Cinema
- Il mistero del panino assassino, regia di Giancarlo Soldi (1987)
- Stiamo attraversando un brutto periodo, regia di Rodolfo Roberti (1990)
- Anime fiammeggianti, regia di Davide Ferrario (1994)
- Italia Village, regia di Giancarlo Planta (1994)
- Miracolo italiano, regia di Enrico Oldoini (1994)
- La vera vita di Antonio H., regia di Enzo Monteleone (1994)
- Mi fai un favore, regia di Giancarlo Scarchilli (1996)
- Asini, regia di Antonio Luigi Grimaldi (1999)
- 13dici a tavola, regia di Enrico Oldoini (2004)
- Come saltano i pesci, regia di Alessandro Valori (2016)
- Se mi vuoi bene, regia di Fausto Brizzi (2019)
- Carla, regia di Emanuele Imbucci (2021)
- Dove osano le cicogne, regia di Fausto Brizzi (2025)
- La vita da grandi, regia di Greta Scarano (2025)

### Televisione
- ...e la vita continua, regia di Dino Risi (1984)
- Investigatori d'Italia, regia di Paolo Poeti – miniserie TV (1987)
- Io Jane, tu Tarzan, regia di Enzo Trapani (1989)
- Amico mio, regia di Paolo Poeti (1993-1998)
- Dio vede e provvede, regia di Enrico Oldoini (1996-1998)
- Finalmente soli, regia di Fosco Gasperi e Francesco Vicario (1999-2004)
- Amiche, regia di Paolo Poeti (2004)
- Quelli dell'intervallo, registi vari (2007)
- 7 vite, registi vari (2007)
- Finalmente Natale, regia di Rossella Izzo (2007)
- Finalmente a casa, regia di Gianfrancesco Lazotti (2008)
- Finalmente una favola, regia di Gianfrancesco Lazotti (2008)
- L'amore non basta (quasi mai...), regia di Antonello Grimaldi (2011)
- Distretto di Polizia 11, regia di Alberto Ferrari (2011)
- Baciati dall'amore, regia di Claudio Norza (2011)
- Colorado - 'Sto classico, regia di Lele Biscussi (2012) Episodio: L'odissea
- Si può fare!, regia di Maurizio Pagnussat (2014)
- Guida astrologica per cuori infranti, regia di Michela Andreozzi – serie Netflix, episodi 1x04 e 2x03 (2021-2022)

## Teatro
- Minnie la candida, di Massimo Bontempelli, regia di Carlo Battistoni (1981)
- La gatta e il coniglio, testo e regia di Mario Amendola e Bruno Corbucci (1983)
- Sono emozionato (1984)
- Storie di periferia, testo e regia di Tony Cucchiara (1985)
- Teresa non sparare, di Christopher Durang, regia di Giuseppe Cederna (1989)
- La segretaria, di Natalia Ginzburg, regia di Marco Parodi (1990)
- La panchina, di Aleksandr Gel'man, regia di Marco Parodi (1991)
- Crimini del cuore, di Beth Henley, regia di Nanni Loy (1992)
- Di notte non bisognerebbe andare a caso, testo e regia di Edoardo Erba (1995)
- Vizio di famiglia, di Edoardo Erba, regia di Giampiero Solari (1996)
- Plaza Suite, di Neil Simon, regia di Guglielmo Ferro (1998)
- L'uomo della mia vita. Come trovare un uomo in cinque minuti e incastrarlo per sempre, testo e regia di Edoardo Erba (1999)
- Alla stessa ora, il prossimo anno, di Bernard Slade, regia di Patrick Rossi Gastaldi (2001)
- Buone notizie, di Edoardo Erba, regia di Massimo Navone (2002)
- Ti ho sposato per allegria, di Natalia Ginzburg, regia di Valerio Binasco (2003)
- Margarita e il Gallo, di Edoardo Erba, regia di Ugo Chiti (2006)
- Michelina, di Edoardo Erba, regia di Alessandro Benvenuti (2008)
- Tante belle cose, di Edoardo Erba, regia di Alessandro D'Alatri (2011)
- La Scena, testo e regia di Cristina Comencini (2013)
- Nudi e crudi, di Alan Bennett, regia di Serena Sinigaglia (2016)
- La lavatrice nel cuore, a cura di Edoardo Erba (2016)
- Miss Marple: giochi di prestigio, di Agatha Christie, regia di Pierpaolo Sepe (2018)
- La parrucca, di Natalia Ginzburg, regia di Antonio Zavatteri (2019)
- Il marito invisibile, testo e regia di Edoardo Erba (2021, 2023)
- Strappo alla regola, testo e regia di Edoardo Erba (2025)

## Radio
- Nessuno è perfetto, di Linda Brunetta, regia di Paolo Modugno (Radio2 Rai, 2006)